# Мадера (окръг)
Вижте пояснителната страница за други значения на Мадейра.
Мадѐра (на английски: Madera), срещано с погрешното изписване Мадейра, е окръг в географския център щата Калифорния, Съединените американски щати.
Намира се в Централната калифорнийска долина. Окръжният му център е град Мадера. Най-южната част на Националния парк „Йосемити“ се намира в североизточната част на окръг Мадера.

## Население
Окръг Мадера е с население от 156 890 души (оценка, 2017).

## География
Има обща площ от 5577 km².

## Градове и други населени места
- Йосемити Лейкс
- Мадера
- Мадера Ейкърс
- Норт Форк
- Оукхърст
- Парксдейл
- Паркуд